# Tournoi de clôture du championnat du Nicaragua de football 2021
Navigation
Tournoi précédent Tournoi suivant
Le tournoi Clausura 2021 est le huitième tournoi saisonnier disputé au Nicaragua.
C'est cependant la 82e fois que le titre de champion du Nicaragua est remis en jeu.
Chacun des dix clubs participant sera confronté deux fois aux neuf autres équipes. Puis les quatre meilleurs s'affronteront lors d'une phase finale à la fin du tournoi.
Après quatre titres consécutifs, le Real Estelí FC est éliminé en demi-finale et c'est le Diriangén FC qui obtient le vingt-huitième titre de son histoire et se qualifie pour la Ligue de la CONCACAF 2021.

## Les dix équipes participantes
Ce tableau présente les dix équipes qualifiées pour disputer le championnat 2020-2021. On y trouve le nom des clubs, le nom des stades dans lesquels ils évoluent ainsi que la capacité et la localisation de ces derniers.
| Équipes                   | Stade                                        | Capacité | Ville      |
| Chinandega FC (en)        | Stade Efraín Tijerino                        | 8 000    | Chinandega |
| Diriangén FC              | Stade Cacique Diriangén                      | 7 500    | Diriamba   |
| ART Municipal Jalapa (en) | Stade Alejandro Ramos                        | 1 000    | Jalapa     |
| Juventus Managua          | Stade olympique de l'Indépendance de Managua | 8 000    | Managua    |
| Managua FC (en)           | Stade olympique de l'Indépendance de Managua | 8 000    | Managua    |
| Junior de Managua (es)    | Stade olympique de l'Indépendance de Managua | 8 000    | Managua    |
| Real Estelí FC            | Stade de l'Indépendance                      | 4 800    | Estelí     |
| Real Madriz               | Stade Augusto Cesar Mendoza                  | 3 000    | Somoto     |
| Deportivo Ocotal (en)     | Stade Glorias del Beisbol Segoviano          | 5 000    | Ocotal     |
| Deportivo Walter Ferreti  | Stade olympique de l'Indépendance de Managua | 8 000    | Managua    |

| \| Managua : Juventus Walter Ferreti Managua FC Junior de Managua Managua Diriangén Estelí Madriz Chinandega Ocotal Jalapa \| Localisation des équipes engagées dans le championnat. |
| Managua : Juventus Walter Ferreti Managua FC Junior de Managua Managua Diriangén Estelí Madriz Chinandega Ocotal Jalapa                                                              |

## Compétition
Le tournoi Clausura se déroule de la même façon que les tournois saisonniers précédents, en deux phases :
- La phase régulière : les dix-huit journées de championnat.
- La seconde phase : les matchs aller-retour allant des quarts de finale à la finale.

### Phase régulière
Lors de la phase régulière les dix équipes affrontent à deux reprises les neuf autres équipes selon un calendrier tiré aléatoirement.
Les quatre meilleures équipes sont directement qualifiées pour la seconde phase.
Le classement est établi sur le barème de points classique (victoire à 3 points, match nul à 1, défaite à 0).
Le départage final se fait selon les critères suivants :
- Le nombre de points.
- La différence de buts générale.
- Le nombre de buts marqué.

| Rang | Équipe                    | Pts | J  | G  | N | P  | Bp | Bc | Diff |
| ---- | ------------------------- | --- | -- | -- | - | -- | -- | -- | ---- |
| 1    | Diriangén FC              | 40  | 18 | 13 | 1 | 4  | 36 | 16 | +20  |
| 2    | Real Estelí FC T          | 38  | 18 | 12 | 2 | 4  | 34 | 13 | +21  |
| 3    | Managua FC (en)           | 33  | 18 | 10 | 3 | 5  | 41 | 23 | +18  |
| 4    | Deportivo Walter Ferreti  | 33  | 18 | 10 | 3 | 5  | 29 | 17 | +12  |
| 5    | Deportivo Ocotal (en)     | 26  | 18 | 7  | 5 | 6  | 22 | 21 | +1   |
| 6    | Real Madriz               | 21  | 18 | 6  | 3 | 9  | 18 | 26 | -8   |
| 7    | ART Municipal Jalapa (en) | 17  | 18 | 4  | 5 | 9  | 21 | 32 | -11  |
| 8    | Junior de Managua P       | 16  | 18 | 4  | 4 | 10 | 16 | 33 | -17  |
| 9    | Juventus Managua          | 15  | 18 | 4  | 3 | 11 | 17 | 33 | -16  |
| 10   | Chinandega FC (en)        | 14  | 18 | 3  | 5 | 10 | 17 | 37 | -20  |

| Légende : Qualifications et relégations | Légende : Qualifications et relégations          |
| --------------------------------------- | ------------------------------------------------ |
|                                         | Qualifié pour les demi-finales                   |
|                                         | Qualifié pour les quarts de finale               |
|                                         | T Tenant du titre P Promu de la saison 2019-2020 |

### Phase finale
Les six équipes qualifiées sont réparties dans le tableau final d'après leur classement général, le deuxième affrontant lors des demi-finales le vainqueur du quart opposant le quatrième au cinquième et le premier affrontant le vainqueur du quart opposant le troisième au sixième.
En cas d'égalité, les deux équipes sont dans un premier temps départagées par la règle des buts marqués à l'extérieur puis par leur classement général si cela est nécessaire, sauf lors de la finale où des prolongations puis une séance de tirs au but ont éventuellement lieu. Les quarts de finale ne se jouent que sur un match.

#### Tableau
|  |                          |                 |                          |               |               |   |   |            |            |            |              |            |   |   |        |        |        |        |        |  |  |
|  | 1/4 de finale            | 1/4 de finale   | 1/4 de finale            | 1/4 de finale | 1/4 de finale |   |   | 1/2 finale | 1/2 finale | 1/2 finale | 1/2 finale   | 1/2 finale |   |   | Finale | Finale | Finale | Finale | Finale |  |  |
|  |                          |                 |                          |               |               |   |   |            |            |            |              |            |   |   |        |        |        |        |        |  |  |
|  |                          |                 |                          |               |               |   |   |            |            |            |              |            |   |   |        |        |        |        |        |  |  |
|  |                          |                 |                          |               |               |   |   |            |            |            |              |            |   |   |        |        |        |        |        |  |  |
|  |                          |                 |                          |               |               |   |   |            |            |            |              |            |   |   |        |        |        |        |        |  |  |
|  |                          |                 |                          |               |               |   |   |            |            |            |              |            |   |   |        |        |        |        |        |  |  |
|  | Diriangén FC             | (1)             | 0                        | 3             |               |   |   |            |            |            |              |            |   |   |        |        |        |        |        |  |  |
|  | Diriangén FC             | (1)             | 0                        | 3             |               |   |   |            |            |            |              |            |   |   |        |        |        |        |        |  |  |
|  |                          |                 | Deportivo Walter Ferreti | (4)           | 1             | 0 |   |            |            |            |              |            |   |   |        |        |        |        |        |  |  |
|  | Deportivo Walter Ferreti | (4)             | Deportivo Walter Ferreti | (4)           | 1             | 0 | 3 |            |            |            |              |            |   |   |        |        |        |        |        |  |  |
|  | Deportivo Walter Ferreti | (4)             |                          |               |               |   |   |            |            |            |              |            |   |   |        |        |        |        |        |  |  |
|  | Deportivo Ocotal (en)    | (5)             | 0                        |               |               |   |   |            |            |            |              |            |   |   |        |        |        |        |        |  |  |
|  | Deportivo Ocotal (en)    | (5)             | 0                        |               |               |   |   |            |            |            | Diriangén FC | (1)        | 2 | 1 |        |        |        |        |        |  |  |
|  |                          |                 |                          |               |               |   |   |            |            |            | Diriangén FC | (1)        | 2 | 1 |        |        |        |        |        |  |  |
|  |                          | Managua FC (en) | (3)                      | 0             | 1             |   |   |            |            |            |              |            |   |   |        |        |        |        |        |  |  |
|  |                          |                 |                          |               |               |   |   |            |            |            |              |            |   |   |        |        |        |        |        |  |  |
|  |                          |                 |                          |               |               |   |   |            |            |            |              |            |   |   |        |        |        |        |        |  |  |
|  |                          |                 |                          |               |               |   |   |            |            |            |              |            |   |   |        |        |        |        |        |  |  |
|  | Real Estelí FC           | (2)             | 1                        | 4             |               |   |   |            |            |            |              |            |   |   |        |        |        |        |        |  |  |
|  | Real Estelí FC           | (2)             | 1                        | 4             |               |   |   |            |            |            |              |            |   |   |        |        |        |        |        |  |  |
|  |                          |                 | Managua FC (en)          | (3)           | 3             | 2 |   |            |            |            |              |            |   |   |        |        |        |        |        |  |  |
|  | Managua FC (en)          | (3)             | Managua FC (en)          | (3)           | 3             | 2 | 1 |            |            |            |              |            |   |   |        |        |        |        |        |  |  |
|  | Managua FC (en)          | (3)             |                          |               |               |   | 1 |            |            |            |              |            |   |   |        |        |        |        |        |  |  |
|  | Real Madriz              | (6)             | 0                        |               |               |   |   |            |            |            |              |            |   |   |        |        |        |        |        |  |  |
|  | Real Madriz              | (6)             | 0                        |               |               |   |   |            |            |            |              |            |   |   |        |        |        |        |        |  |  |

#### Quarts de finale
| Club                     | Score | Club                  | Commentaire |
| Managua FC (en)          | 1-0   | Real Madriz           |             |
| Deportivo Walter Ferreti | 3-0   | Deportivo Ocotal (en) |             |

#### Demi-finales
| Club           | Aller | Retour | Club                     | Commentaire                          |
| Diriangén FC   | 0-1   | 3-0    | Deportivo Walter Ferreti |                                      |
| Real Estelí FC | 1-3   | 4-2    | Managua FC (en)          | Règle des buts marqués à l'extérieur |

#### Finale
| Match aller | Managua FC (en) | 0 - 2   | Diriangén FC              | Stade national du Nicaragua |                            |
| 22 mai 2021 |                 | (0 - 0) | 65e 69e Robinson da Silva | Arbitrage : Tatiana Guzmán  | Arbitrage : Tatiana Guzmán |
| 22 mai 2021 | Rapport         |         |                           | Arbitrage : Tatiana Guzmán  | Arbitrage : Tatiana Guzmán |

| Match retour | Diriangén FC       | 1 - 1   | Managua FC (en)    | Stade Cacique Diriangén     |                             |
| 29 mai 2021  | Maycon Santana 40e | (1 - 0) | 81e Edward Morillo | Arbitrage : Nitzar Sandoval | Arbitrage : Nitzar Sandoval |
| 29 mai 2021  | Rapport            |         |                    | Arbitrage : Nitzar Sandoval | Arbitrage : Nitzar Sandoval |

| Vainqueur du Tournoi Clausura 2021 Diriangén FC 28e titre |

## Statistiques

### Buteurs
| Rang | Nom               | Équipe          | Buts |
| 1    | Lucas dos Santos  | Managua FC (en) | 15   |
| 2    | Maycon Santana    | Diriangén FC    | 13   |
| 3    | Juan Barrera      | Real Estelí FC  | 11   |
| 4    | Carlos Chavarría  | Real Estelí FC  | 7    |
| 4    | Robinson da Silva | Diriangén FC    | 7    |
| 4    | Edward Morillo    | Managua FC (en) | 7    |

## Classement cumulatif
| Rang | Équipe                    | Pts | J  | G  | N  | P  | Bp | Bc | Diff |
| ---- | ------------------------- | --- | -- | -- | -- | -- | -- | -- | ---- |
| 1    | Real Estelí FC C          | 76  | 36 | 23 | 7  | 6  | 66 | 26 | +40  |
| 2    | Diriangén FC C            | 69  | 36 | 21 | 6  | 9  | 65 | 37 | +28  |
| 3    | Deportivo Walter Ferreti  | 65  | 36 | 19 | 8  | 9  | 58 | 34 | +24  |
| 4    | ART Municipal Jalapa (en) | 59  | 36 | 16 | 11 | 13 | 41 | 47 | -6   |
| 5    | Managua FC (en)           | 52  | 36 | 15 | 7  | 14 | 65 | 53 | +12  |
| 6    | Deportivo Ocotal (en)     | 45  | 36 | 12 | 9  | 15 | 42 | 46 | -4   |
| 7    | Juventus Managua          | 38  | 36 | 10 | 8  | 18 | 40 | 58 | -18  |
| 8    | Real Madriz               | 37  | 36 | 9  | 10 | 17 | 35 | 50 | -15  |
| 9    | Chinandega FC (en)        | 35  | 36 | 8  | 11 | 17 | 38 | 72 | -34  |
| 10   | Junior de Managua (es) P  | 31  | 36 | 6  | 13 | 17 | 32 | 59 | -27  |

| Légende : Qualifications et relégations | Légende : Qualifications et relégations                                        |
| --------------------------------------- | ------------------------------------------------------------------------------ |
|                                         | Ligue de la CONCACAF 2021                                                      |
|                                         | Qualifié pour le barrage de relégation en Segunda División                     |
|                                         | Relégué en Segunda División                                                    |
|                                         | C Vainqueur d'un des deux tournois de la saison P Promu de la saison 2019-2020 |

### Barrage de relégation
| Club               | Aller | Retour | Club            | Commentaire      |
| Chinandega FC (en) | 0-2   | 3-3    | H&H Export (D2) | H&H Export promu |

## Bilan du tournoi
| Tournoi de clôture du championnat de football du Nicaragua 2021 |                          |
| Champion                                                        | Diriangén FC (28e titre) |
| Dauphin                                                         | Managua FC (en)          |
| Qualifications continentales                                    |                          |
| Ligue de la CONCACAF 2021                                       | Diriangén FC             |